# Otto Bauer
Otto Bauer, nemški general in vojaški veterinar, * 31. avgust 1874, † 11. oktober 1946.